# 2018 FB
2018 FB — астероид, сближающийся с Землёй.
Сближение с Землёй состоялось 29 марта 2018 года в 21:39 UTC, расстояние — 1,875 млн. км, относительная скорость 8,476 км/c (30 514 км/ч).
После наблюдений этого астероида в течение четырнадцати дней его орбита была вычислена достаточно точно для предсказания его появлений в следующие 100 лет. Последовательность будет следующей: пять сближений (сближение 2018 года - второе в цикле) с промежутком 13 лет (4 оборота астероида вокруг Солнца, потом перерыв 36 лет (11 оборотов астероида вокруг Солнца) и цикл начинается сначала в 2106 году. Из каждого цикла только три сближения будут опасными (0,05 а. е.), таким образом будет три опасных сближения с промежутком в 13 лет, и потом перерыв в 62 года (19 оборотов астероида вокруг Солнца). Общая длина цикла 88 лет.

## Сближения
| дата             | а. е.    | расстояний до Луны | небесное тело |
| ---------------- | -------- | ------------------ | ------------- |
| 30.03.1943 7:11  | 0,011650 | 4,54               | Земля         |
| 08.03.1956 19:37 | 0,043106 | 16,8               | Земля         |
| 29.03.2018 21:39 | 0,012537 | 4,88               | Земля         |
| 11.04.2031 17:25 | 0,029912 | 11,7               | Земля         |
| 16.03.2044 5:28  | 0,054556 | 21,3               | Земля         |
| 27.03.2106 0:02  | 0,023344 | 9,09               | Земля         |
| 31.03.2119 3:06  | 0,011777 | 4,59               | Земля         |